# SourceForge
SourceForge (на английски: SourceForge: работилница за сорс [код]) е уебсайт, създаден да предоставя хостинг услуги за проекти за свободен софтуер. Предоставя на компаниите възможността да изградят софтуер за уебсайт, даунлоуд на стойридж версиите, система за контрол на версиите, система за проследяване на грешки и др. – почти всичко, което се изисква за софтуерни проекти.
Сайтът в продължение на много години е най-популярното място за хостване на софтуер. Той е домакин на много начинания като Pidgin и Firebird.
Разширението Forge е използвано от много сайтове за софтуерно хостване, много от които също използват софтуера, базиран на софтуера на Suresborg (например NovellForge и RubyForge).

## Услуги
Потребителите на сайта могат да бъдат част от софтуерните проекти и дори да ги управляват и да създават нови начинания. Всяко софтуерно начинание може да получи:
- Бази данни на системи за създаване на версии – Сайтът поддържа популярните системи CVS, Subversion, Git, Mercurial и Bazaar.
- Изтегля файлове от огледалната сървърна мрежа
- Системи за управление на бъгове, задачи и подобрения
- Мейл списъци и форуми
- Място за сторидж за начална страница
- Достъп до MySQL база данни за начална страница
- Позволява ви да инсталирате съществуващ софтуер на едно и също място (например Trac и МедияУики